# Husa, Norge
Husa är en by i Kvinnherads kommun i Vestland fylke i västra Norge. Den är belägen i Ølve socken.